# María Domínguez Remón
María Domínguez Remón, född 1882, död 1936, var en spansk politiker.
Hon var borgmästare i Gallur 1932-1933. Hon var Spaniens första kvinnliga borgmästare som blev demokratiskt vald. 